# Das Duo: Im falschen Leben
Im falschen Leben ist ein deutscher Fernsehfilm von Connie Walther aus dem Jahr 2002. Es handelt sich um den ersten Filmbeitrag der ZDF-Kriminalfilmreihe Das Duo.

## Handlung
Die junge Kriminalkommissarin Lizzy Krüger wechselt von Hamburg nach Lübeck. Dort trifft sie auf ihre neue Chefin Marion Ahrens und die beiden haben es gleich mit einem neuen Mordfall zu tun. In einem Kutter liegt die Leiche einer nackten jungen Frau erfroren im Kühlraum. Schiffseigner ist Steffen Baeck und da er als letzter auf dem Schiff war, fällt auf ihn der erste Verdacht. Ahrens und Krüger suchen ihn auf und erfahren, dass das Opfer die Geliebte von Steffen Baeck war. Seine Frau wusste von dem Verhältnis und duldete es notgedrungen aus Liebe zu ihrem Mann.
Im Zuge der Recherchen finden Ahrens und Krüger heraus, dass Steffen Baeck in krumme Geschäfte verwickelt ist und sich mit Schmugglern eingelassen hat. Er wird festgenommen, leugnet jedoch, irgendetwas mit dem Mord zu tun zu haben. Kommissarin Ahrens vermutet die Lösung des Falls in den familiären Verhältnissen der Baecks. Ellen Baeck liebt ihren Mann abgöttisch und Ahrens hält sie durchaus eines Mordes fähig. Doch ist sie plötzlich verschwunden. Die Suche nach ihr führt zurück auf das Schiff. Die labile Frau gibt am Ende zu, die Geliebte ihres Mannes in den Kühlraum eingesperrt zu haben.
Lissy Krügers Start in Lübeck gestaltet sich nicht einfach. Zu ihrer neuen Chefin hat sie ein recht distanziertes Verhältnis und auch ihr neuer Kollege Benno Polenz, der sich selber Hoffnungen auf Krügers Stelle gemacht hatte, begegnet ihr mit Reserviertheit.

## Produktionsnotizen
Im falschen Leben wurde in Lübeck gedreht und am 16. März 2002 um 20:15 Uhr im ZDF erstausgestrahlt. Der Arbeitstitel war PDSH Süd: Im falschen Leben.

## Rezeption

### Einschaltquote
Bei der Erstausstrahlung von Verdeckte Spuren am 16. März 2002 im ZDF wurde der Film in Deutschland von insgesamt 5,24 Millionen Zuschauern gesehen und erreichte einen Marktanteil von 17,0 Prozent.

### Kritik
Rainer Tittelbach von tittelbach.tv meinte: „Gelungener Einstand für das Duo Charlotte Schwab und Ann-Kathrin Kramer. Mindestens so wichtig wie der Fall ist die Chemie im Team. Und die ist zunächst nicht gut. ‚Sie sind keine Freundinnen, aber auch keine Feindinnen‘, so Ann-Kathrin Kramer, ‚sie erfüllen auch nicht das hinlänglich bekannte Buddy-Prinzip.‘ Starke Regie, starker Schauplatz Lübeck – vielversprechend!“
Bei Quotenmeter.de wertete Julian Miller: „Es sind die starken Qualitätsschwankungen, die einen über diesem Film manchmal schier verzweifeln lassen. Das Drehbuch von Regine Bielefeldt, das nach einer Idee von Christine Hartmann entstand, hat seine großartigen, authentischen Szene mit starken Dialogen, dann aber auch wieder seine Logikfehler und nicht nachvollziehbaren Handlungsschritte.“ „Zwar wurde prinzipiell recht viel richtig gemacht, die dramaturgischen Fehlkonstruktionen fallen jedoch trotzdem deutlich ins Gewicht.“
Die Kritiker der Fernsehzeitschrift TV Spielfilm vergaben die bestmögliche Wertung (Daumen nach oben) und befanden: „Realitätsnah und mit psychologischem Touch.“ Das Fazit lautete: „Gelungener Einstand eines Erfolgsteams“.
Ebenso positiv wertete Ulrich Feld von der Frankfurter Neuen Presse: Zwar „hätte die Geschichte noch Potential für eine weitergehende Milieustudie besessen. […] Aber auch so ist der Film unbedingt sehenswert.“